# Sint-Andreaskerk (Keulen)
De Sint-Andreaskerk is een van de twaalf grote romaanse kerken in de Duitse stad Keulen. De basiliek bevindt zich in het centrum van de stad en ligt op enkele minuten afstand van de dom. Sinds 1 januari 2010 is de kerk geen zelfstandige parochiekerk meer maar een filiaalkerk van de Apostelenkerk. Het gebouw betreft een drieschepige pijlerbasiliek met zowel romaanse als gotische stijlelementen.

## Bouwgeschiedenis
Vermoedelijk gaat de locatie van de kerk terug op een vroegchristelijke kapel met de naam St. Matthaeus in fossa (vert.: Sint-Mattheus in de greppel). Historische documenten uit de tweede helft van de 10e eeuw maken gewag van de stichting van een aan Sint-Andreas gewijd koorherenstift. De op initiatief van aartsbisschop Bruno gebouwde vroegromaanse kerk met crypte werd door aartsbisschop Gero in 974 gewijd.
De huidige kerk voert terug op een laatromaanse, drieschepige uit de 12e eeuw. In de 14e eeuw werd de kerk vergroot met een gotisch koor en gotische kapellen. Een eeuw later werden het romaanse oostkoor afgebroken en de crypte verwoest om een hoog gotisch koor te bouwen. Tot de huidige bouw vonden er later meerdere verbouwingen plaats. Opvallend is de karakteristieke vieringtoren met het vouwdak.
In de Franse tijd werd een reeks antiklerikale maatregelen ingevoerd. Kerkelijke goederen werden verbeurd verklaard en kerkelijke gebouwen voor afbraak geveild. Vanaf 9 juni 1802 werden alle geestelijke samenwerkingsverbanden in Keulen per decreet verboden. Ook het Andreasstift werd gedwongen te sluiten. Vanuit de afgebroken oude Keulse Dominicanenkerk werden belangrijk kerkmeubilair alsmede het gebeente van Albertus Magnus overgebracht naar Sint-Andreas. De sluiting van het Keulse Makkabeeënklooster leidde ertoe dat de relieken van de Makkabeeën in de Sint-Andreaskerk terechtkwamen. Na de afbraak van de Sint-Pauluskerk fungeerde de Andreaskerk als parochiekerk. Officieel werd de Andreaskerk pas in 1833 een parochiekerk. De stiftsgebouwen en kruisgang werden in 1843 gesloopt. Vanaf 1843 worden er weer herstel- en restauratiewerkzaamheden aan de kerk uitgevoerd.
De schade van de Tweede Wereldoorlog werd tot 1947 grotendeels hersteld. Als door een wonder bleven ondanks de aangerichte oorlogsschade de waardevolle middeleeuwse muurschilderingen behouden. Kardinaal Frings besloot in 1947 om de Andreaskerk over te dragen aan de Dominicanen. Vanaf 1957 werd de kerk als kloosterkerk ter beschikking gesteld aan de Dominicanen.
In de jaren 1953-1955 werd door de Duitse architect Karl Band de crypte uit de 11e eeuw blootgelegd, modern uitgebouwd en vergroot met een grafkapel voor de heilige Albertus Magnus, wiens gebeente daar sinds 25 november 1954 rust in een Romeinse sarcofaag uit de 3e eeuw. Op 15 november 1980, ter gelegenheid van de 700e verjaardag van de sterfdag van de heilige Albertus, bezocht paus Johannes Paulus II het graf.
De kerk onderging in de jaren 1992-1997 een omvangrijke binnen- en buitenrestauratie.

## Bezienswaardigheden
- De Apostelschrijn met daarin een relikwie van de arm van Sint-Andreas;
- De Maccabeeënschrijn;
- De middeleeuwse muurschilderingen (1325) met scènes uit het leven van de Heilige Maagd;
- Het beeld "Madonna met de rozenkrans" uit 1471;
- Een 15e-eeuwse beeld van de Aartsengel Michaël voor de galerij aan de westzijde;
- Bij de ingang van de kerk een groot beeld van de Heilige Christoffel uit de 15e eeuw;
- Een 18e-eeuws beeld van de apostel Andreas;
- De zogenaamde Bloedput (15e eeuw) in het voorportaal;
- Altaartableau van de Broederschap van de Rozenkrans, ook Madonna mit dem Mantel (begin 16e eeuw), geschilderd als dank voor de redding van de stad na een hachelijk beleg;
- Een altaarstuk uit 1658 voorstellende "De kruisiging van de heilige Andreas";
- Een 17e eeuw schilderij van Heilige Albertus als bisschop;
- Een drieluik van Barthel Bruyn (1493-1555) v.l.n.r. voorstellende paus Urbanus en de hl. Ulrich, de kruisiging van onze Heiland en de martelaarsdood van de heilige Andreas;
- Een 16e-eeuws sacramentshuisje;
- Een 16e-eeuws schilderij van De verrijzenis van Christus;
- Het koorgestoelte uit 1480;
- Een piëta uit begin 14e eeuw;
- Een drieluik (1560) op het altaar in de crypte;
- De Grafkapel van de Heilige Albertus.[1]

## Afbeeldingen

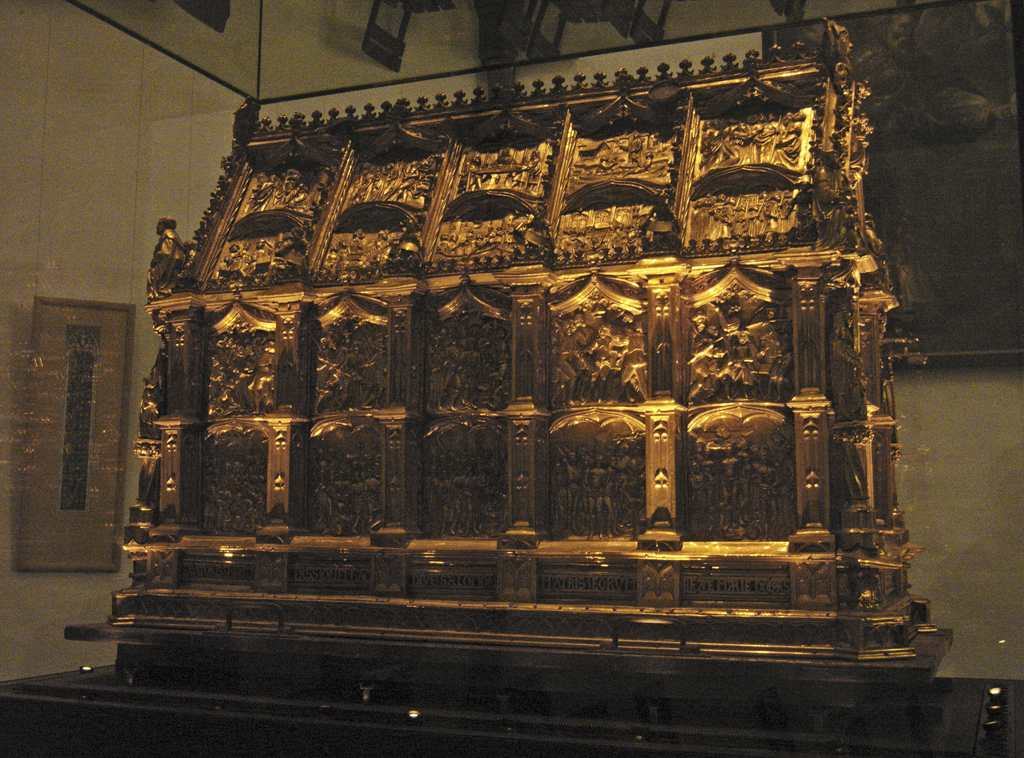
Maccabeeënschrijn
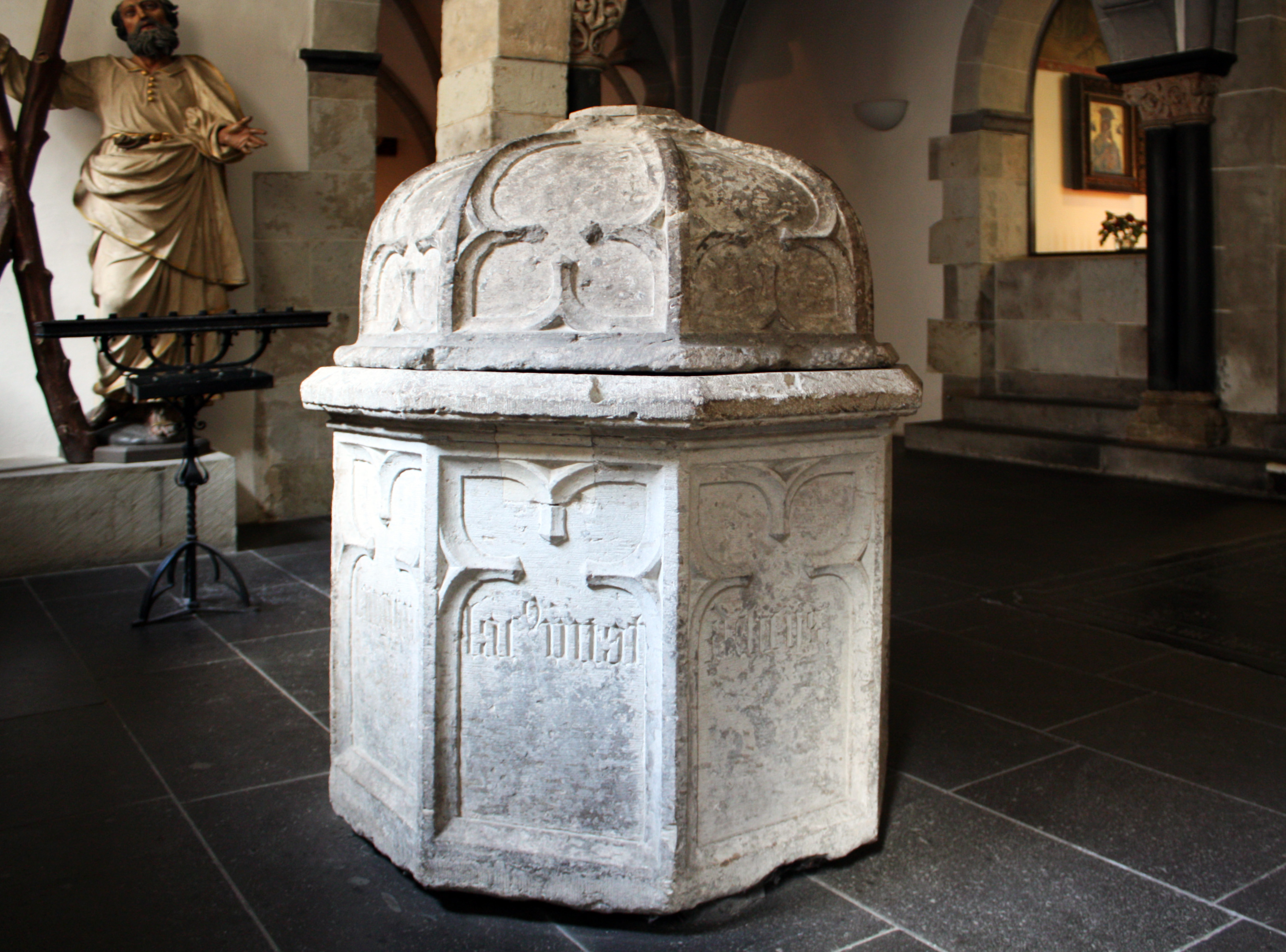
Bloedput
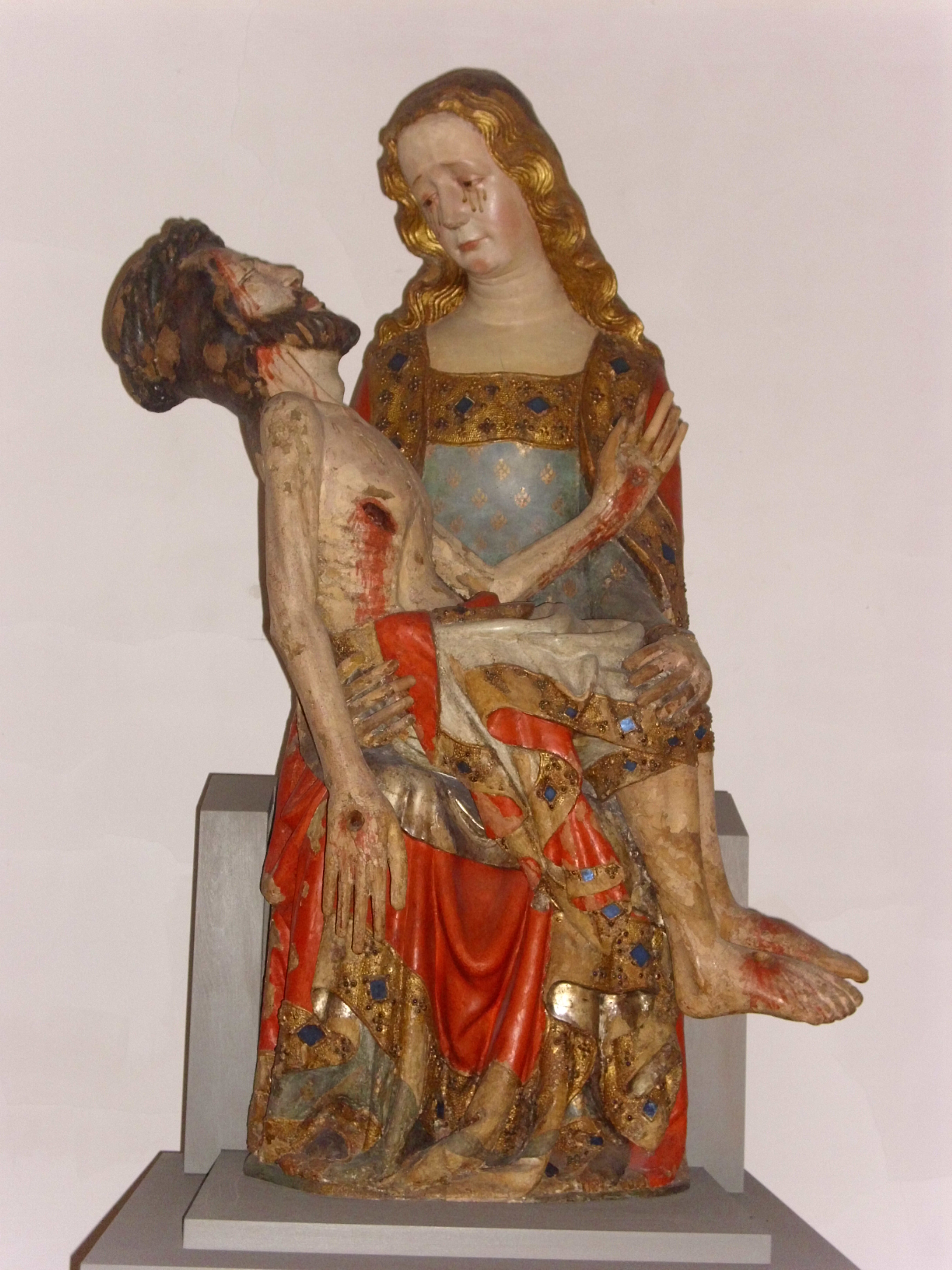
14e-eeuwse piëta
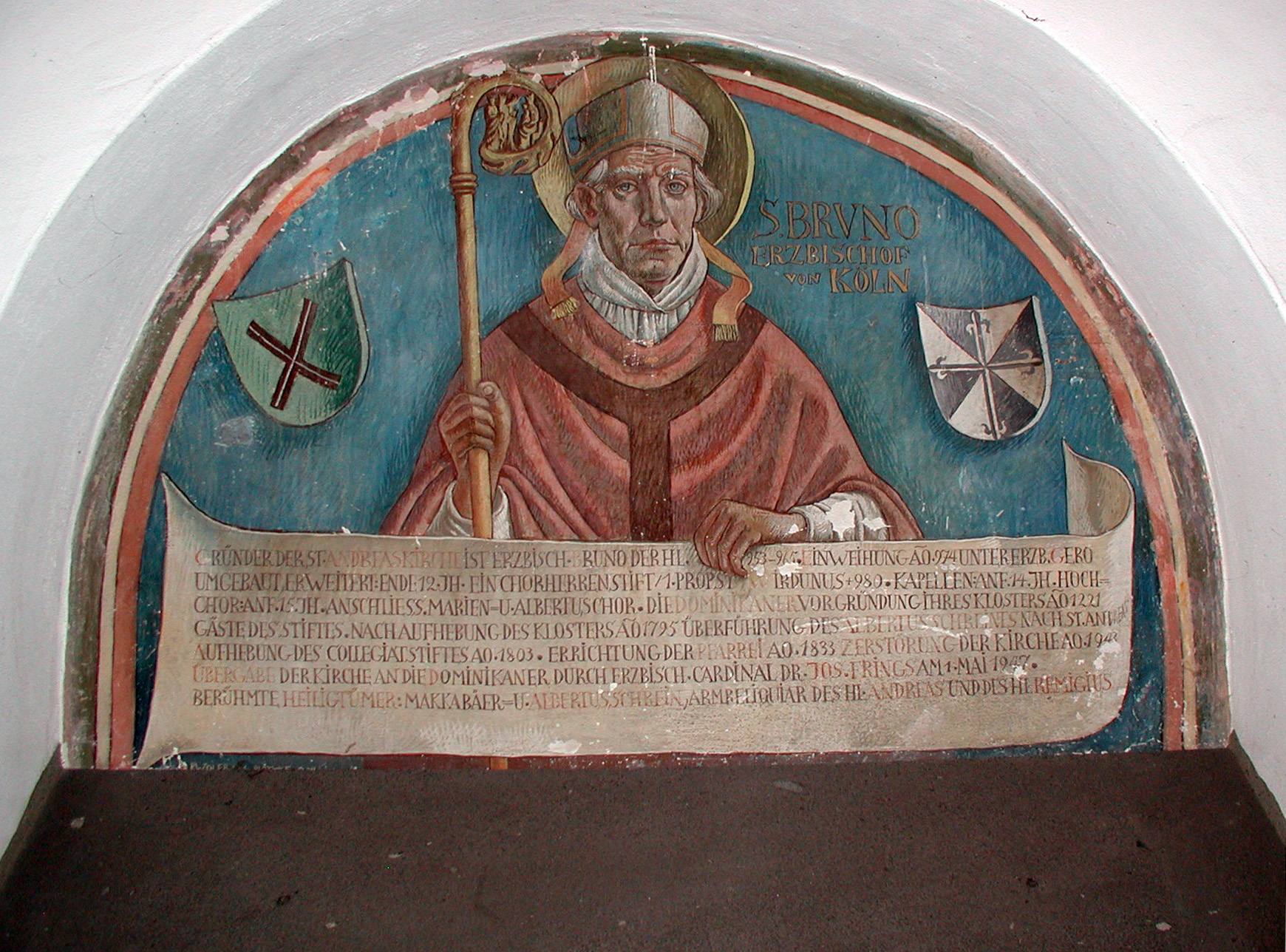
Muurschildering bisschop Bruno
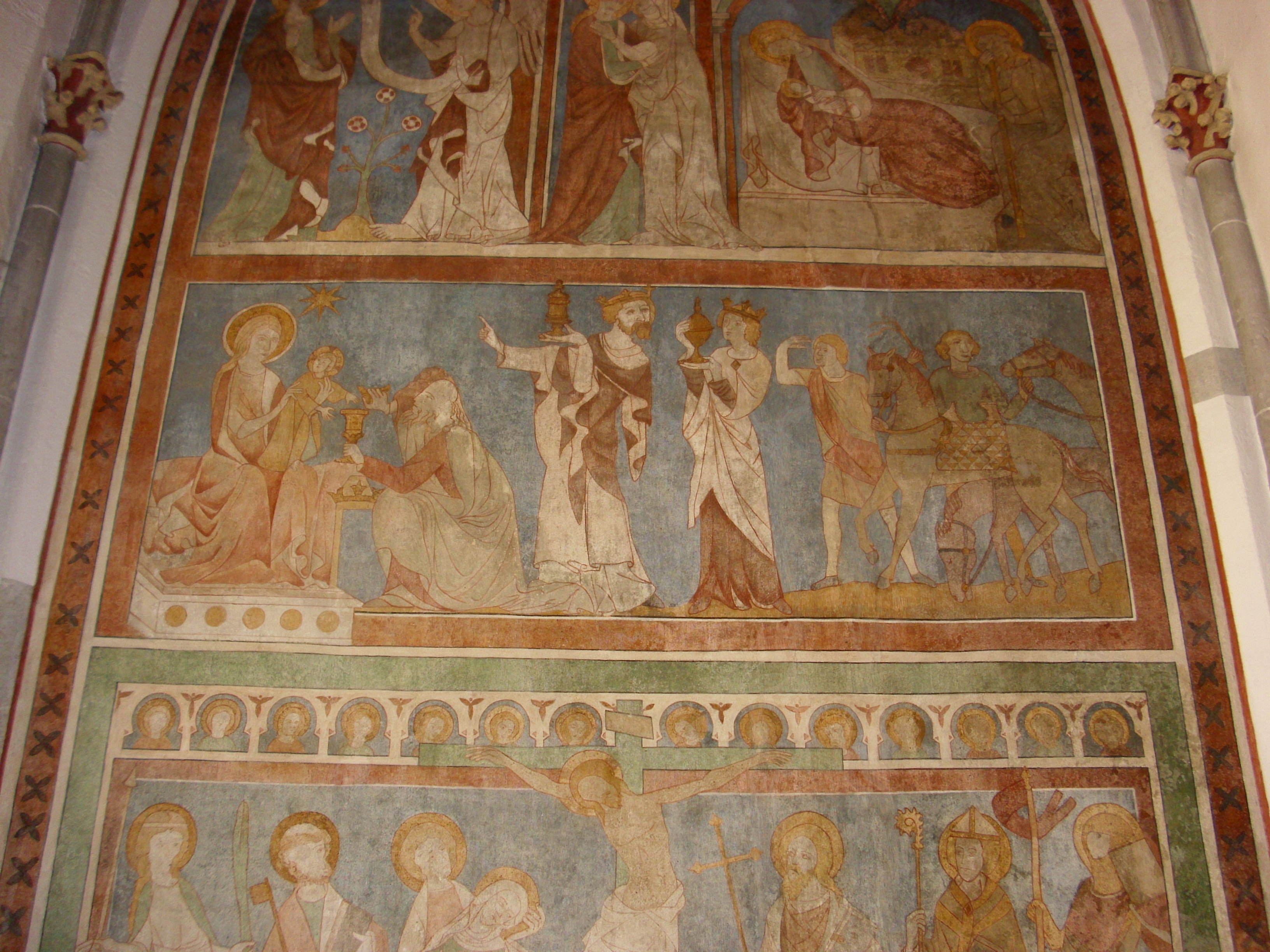
Fresco's Mariakapel
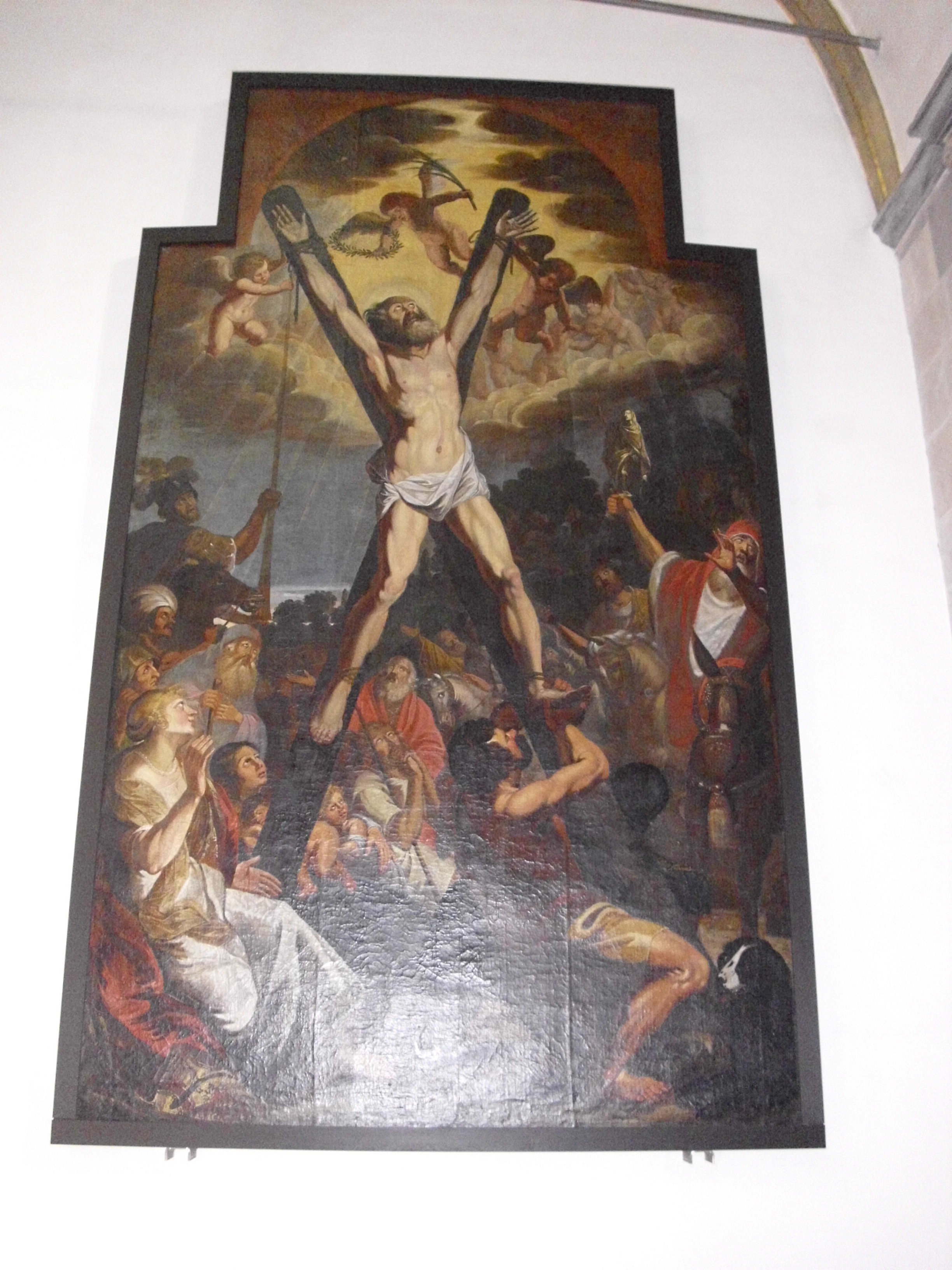
Altaarstuk De Kruisiging van Sint-Andreas (1658)
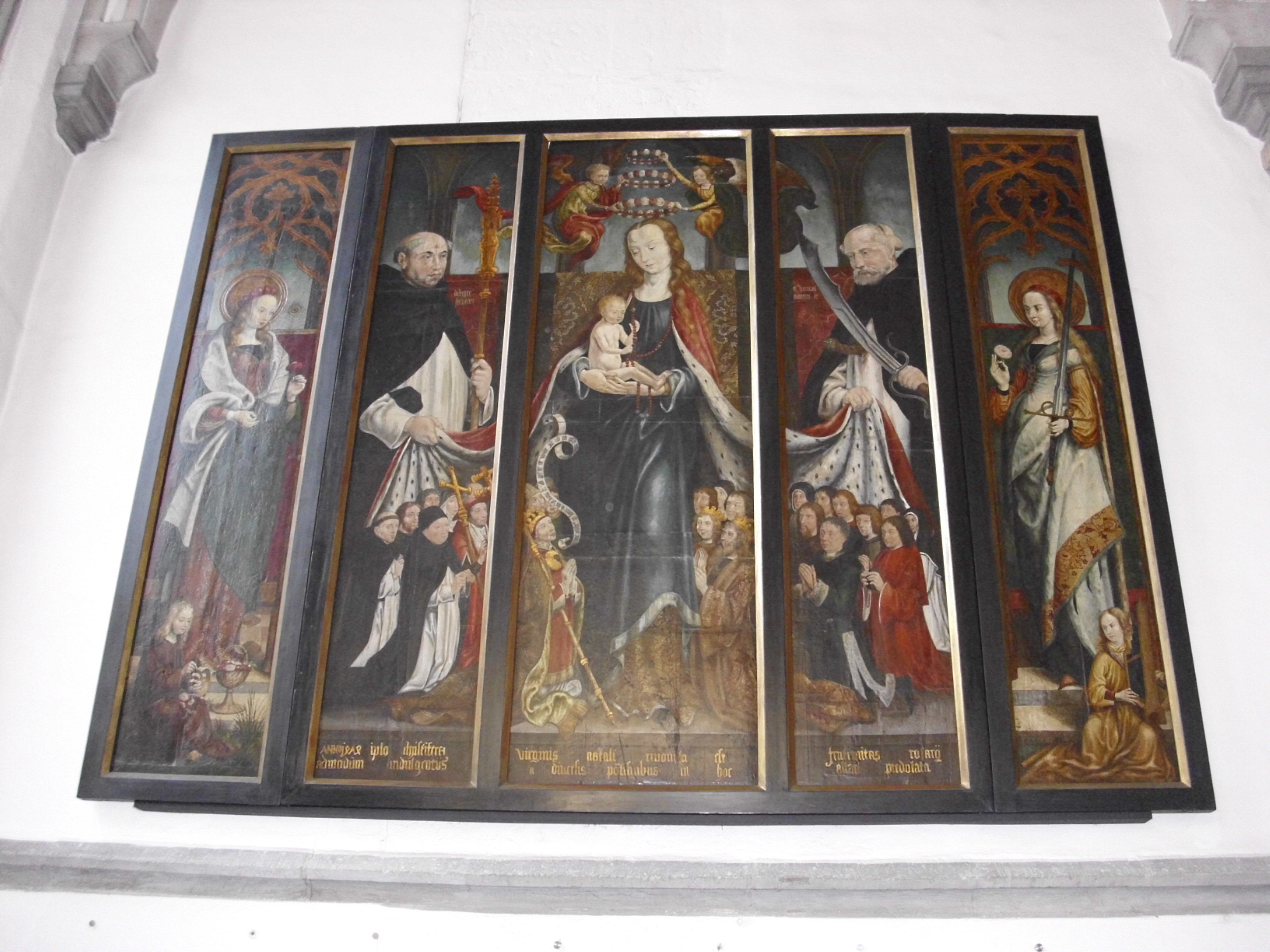
Madonna mit dem Mantel